# Leptosomatum longisetosum
Leptosomatum longisetosum är en rundmaskart som beskrevs av Stekhoven 1943. Leptosomatum longisetosum ingår i släktet Leptosomatum och familjen Leptosomatidae. Inga underarter finns listade i Catalogue of Life.